# Sylvia Sass
Sylvia Sass (født 12. juli 1951) er en ungarsk operasangerinde, som med sin sopranstemme er specielt forbundet med partier fra operaer skrevet af Giuseppe Verdi.
Hun er født i Budapest og studerede ved Franz Liszt Academy of Music hos Ferenc Révhegyi.
Sin professionelle debut fik hun i 1971 i Den ungarske Statsopera som Frasquita i Georges Bizets Carmen og har siden indspillet en lang række arier, blandt andre fra operaerne Ridder Blåskægs Borg og Don Giovanni, begge under direktion af Georg Solti, Verdi's I Lombardi, Ernani, Attila, Macbeth, Stiffelio, alle under direktion af Lamberto Gardelli og Cherubini's Médée, igen med Gardelli samt Richard Strauss's Four Last Songs og Richard Wagner's Wesendonck Lieder. 
1. ↑  Navnet er anført på engelsk og stammer fra Wikidata hvor navnet endnu ikke findes på dansk.